# Núpcias Alquímicas de Christian Rozenkreuz
Núpcias Alquímicas de Christian Rosenkreuz (título original: Die Chymische Hochzeit Christiani Rosencreutz. Anno 1459) é o terceiro dos manifestos que deram publicidade à Ordem Rosacruz no início do século XVII.
Manifestos Rosacruzes:
- 1614 - Fama Fraternitatis
- 1615 - Confessio Fraternitatis
- 1616 - Núpcias Alquímicas de Christian Rozenkreuz

Trata-se de um manifesto rosacruciano publicado em 1616 na cidade alemã de Estrasburgo (anexada à França em 1681). Sua autoria é originalmente desconhecida, tendo sido publicado por Lazarus Zetzner sem menção ao nome do autor. Mais tarde, em sua autobiografia, Johannes Valentinus Andreae (1586–1654) reivindicou tê-lo escrito em 1604. Sua versão em inglês foi publicada em 1690 pela editora Foxcroft, datando a tradução francesa somente de 1928. As traduções para a língua portuguesa começaram com Jan van Rijckenborgh, apresentando sua análise dos aspectos simbólicos presentes na obra. Outra tradução mais moderna para o português surgiu em 2016, por Tereno Telúrio Tertuliano (provavelmente pseudônimo), obtida diretamente do texto original em alemão.
A ação se situa em 1459, “em uma noite antes do dia da Páscoa”, durante os preparativos e meditações do autor/protagonista, Christian Rosenkreuz (CRC), que inusitadamente recebe, por um anjo, o convite para comparecer à festa de núpcias do Rei e da Rainha. O texto é alegórico, poético e satírico, seguindo a tradição dos grandes textos alquímicos, narrando em primeira pessoa as experiências de CRC nos sete dias que se seguem ao convite, culminando com sua instalação como Cavaleiro da Pedra Dourada. Curiosamente, foi na Páscoa de 1459 que a Constituição dos Francomaçons de Estraburgo foi primeiramente assinada, em Regensburg, com uma segunda assinatura pouco depois em Estrasburgo. Essa data se aproxima também da data de impressão da Bíblia de Gutemberg, que começou a ser impressa em Mainz, Alemanha, em 1455, e da primeira Bíblia em alemão, a Bíblia de Mentel, concluída em Estrasburgo em 1466. A obra foi majoritariamente escrita em alemão, contendo ainda trechos em latim e termos latinizados. Nas marginálias ainda se encontram vez ou outra termos em grego e símbolos alquímicos.
A folha de rosto original indica seu conteúdo codificado e esotérico pela inscrição:
"Arcanos publicados de valor; e em favor dos profanos perdidos. Logo: não atira Pérolas a porcos, ou deita rosas a um Burro." 
(Arcana publicata vileſcunt; & gratiam prophanata amittunt. Ergo: ne Margaritas obijce porcis, ſeu Aſino ſubſterne roſas.)
De uma grande qualidade literária, esta obra se presta a numerosas interpretações. Ali se revelam aspectos alquímicos, teológicos, astrológicos, alegóricos, psicológicos, espirituais, numerológicos, herméticos e cabalísticos que revelam interesse pela matemática, mecânica, magia e pansofia, de sorte que este manifesto tem sido fonte de inspiração para poetas e alquimistas (os quais têm por objetivo o "Casamento Sagrado") através da força de seu ritual de iniciação envolvendo procissões, enigmas, purificações, morte, ressurreição e ascensão, bem como por causa de seu simbolismo, encontrado desde o início do texto, com no convite para assistir às Bodas Reais. Este convite contém a Mônada Hieroglífica (ou Monas Hieroglyphica), associada a John Dee.
Existem diversas semelhanças nesta alegoria alquímica com passagens bíblicas, como as que fazem referência ao convite para a festa no castelo:
"O reino dos céus é semelhante a um certo rei que celebrou as bodas de seu filho." (Mateus 22:2)

## Parágrafo Inicial
A estória segue-se exatamente à Páscoa e aos sete dias de pães ázimos. As instruções para o ritual da Páscoa no livro de Êxodo (Êx.12:15) também podem ser encontradas em detalhes nos livros Levítico, Números e Deuteronômio. O abate e o preparo do cordeiro pascal ocorrem na noite anterior. Do mesmo modo, as Núpcias Alquímicas começam à véspera da Páscoa, com CRC sentado à mesa com seu cordeiro pascal e seu pão ázimo. Isso poderia indicar que CRC fosse judeu. Entretanto, as palavras "Pai das Luzes" são curiosamente empregadas no primeiro parágrafo, não sendo este um nome ou título de Deus tradicionalmente empregado pelos judeus. Na verdade, a expressão "Pai das Luzes" somente aparece uma vez na Bíblia, no Novo Testamento. 
- Toda dádiva boa e todo dom perfeito vêm de cima: descem do Pai das Luzes, no qual não há mudança, nem mesmo aparência de instabilidade. (Epístola de Tiago I, 17)

Essa evidência ajuda a reforçar a ideia do viés cristão de seu autor, explicitado mesmo na escolha do nome do protagonista.
Segue um trecho do primeiro parágrafo, o qual é acompanhado por uma nota marginal contendo a palavra Meditatio (do latim, meditação):
"Em uma noite antes do Dia da Páscoa, eu me sentei a uma mesa e, tendo (como era de meu costume) em minha humilde oração suficientemente conversado com meu Criador e refletido sobre muitos grandes mistérios (os quais sua Majestade, o Pai das Luzes, tem me deixado ver não poucos), e estando agora pronto para preparar no meu coração, juntamente com meu amado Cordeiro Pascal, um pequeno e imaculado pão ázimo, muito subitamente surgiu uma horrível tempestade, de modo que eu não pensei outra coisa, senão que a colina sobre a qual minha pequena casa estava fundada devesse explodir com grande violência."

## Resumo da Obra

### Dia 1.

#### O Convite
As "Núpcias" se iniciam à véspera da Páscoa, momento em que CRC recebe um convite de uma "belíssima menina, cujas vestes eram totalmente azuis com estrelas douradas, como se graciosamente deslocadas do Céu", e com "grandes e lindas asas repletas de olhos, em toda a extensão e mesmo através". Essa virgem lhe entrega uma pequena carta informando sobre o convite para as Bodas Reais, mas também advertindo para os riscos de se apresentar sem haver-se suficientemente preparado.

#### O Primeiro Sonho de CRC
Depois de fervorosa prece e rogo pela aparição de seu bom anjo, CRC adormece e tem um sonho. Ao fundo de uma torre profunda e obscura, juntamente com outras pessoas acorrentadas e lutando umas contra as outras, ele descreve os vãos esforços da humanidade em sua ignorância e desespero. A cobertura da torre é elevada, mas o mínimo raio de luz que se infiltre só torna a realidade mais insuportável e caótica. Uma corda é lançada por sete vezes e todos se digladiam para serem libertados. CRC é erguido e liberado na sexta vez que a corda desce, mas é obrigado a ajudar a retirar o último grupo, apesar de suas graves feridas.
Seus salvadores lamentam não poderem salvar a todos e lhe presenteiam com uma insígnia dourada contendo a inscrição D.L.S (Deus Lux Solis, ou Deus Laus Semper: Deus Luz do Sol, ou Deus seja eternamente louvado).
Depois de desperto, CRC deixa sua choupana pleno de esperança e alegria e se coloca em caminho na direção da montanha onde deveriam ocorrer as Núpcias.

### Dia 2.

#### Os Quatro Caminhos
CRC avista três altos cedros e se dirige a eles para descansar a sua sombra. Sobre um deles estava afixada a tabuleta com orientações do Noivo sobre os quatro caminhos que levam às Núpcias.
1. "O primeiro é curto, mas perigoso, e te conduzirá em vários penedos, através dos quais mal poderás passar."
2. "O segundo é mais longo e ainda te conduz em círculos; não leva muito longe; ele é plano e fácil, se pela ajuda do Magneto tu não te desviares, nem para a direita, nem para a esquerda."
3. "O terceiro é um verdadeiro caminho Real, que, através de variadas delícias e espetáculos de nosso Rei, proporciona-te uma jucunda jornada; mas a esse até agora dificilmente um dentre mil se lançou."
4. "Pelo quarto, nenhum homem alcançará o Real, pois é uma via muito exigente, conveniente apenas aos corpos incorruptíveis."

Diz o texto que CRC deve escolher o caminho que deseja seguir e não mais retornar, sob risco de vida caso tente retroceder. Na tentativa de proteger uma pomba (símbolo da alma/anima) do ataque de um corvo, ele acaba entrando sem consideração em seu caminho predestinado, o segundo, de acordo com nota marginal. Na ocasião, ele deixa seu pão para trás.

#### No Castelo das Núpcias
Depois de atravessar dois portais, comprando de seus guardiões duas insígnias por sal e água, CRC finalmente chega ao castelo e descobre uma grande quantidade de convidados, os quais em sua maioria, ridicularizam e zombam de sua piedade. A grande decepção de CRC é interrompida pela entrada da uma "belíssima Virgem, trazida em um glorioso e triunfante trono dourado que se movia por si mesmo". A Virgem anuncia que no dia seguinte haverá a aferição dos pesos dos Artistas (palavra usada no sentido de alquimistas, no caso, os convidados). Aqueles que não passassem pelo teste da balança seriam expulsos com humilhação, mas aqueles que espontaneamente se reconhecessem indignos seriam liberados sem culpa.

#### O Segundo Sonho de CRC
Tendo se reconhecido indigno, CRC é amarrado com outros voluntários e deixado para pernoitar em um canto do salão, enquanto aqueles que se submeteriam ao teste foram recolhidos em câmaras confortáveis. Durante o sono, CRC sonhou com uma multidão de pessoas presas ao céu por pequenos fios, vindo voando um velho senhor com uma tesoura a cortar-lhes os fios. Quem muito se elevou teve uma queda mais sofrida.

### Dia 3.

#### A Preparação do Julgamento
CRC e seus companheiros se preparam para observar a prova. Todos são confrontados com 7 pesos de tamanhos diferentes sobre uma balança de ouro colocada no meio do salão. Sete companhias de guardas são formadas para receber aqueles que fracassassem na prova, de acordo com o peso que não suportassem.

#### A Balança dos Artistas
Primeiramente foram submetidos à balança os imperadores e nobres, que resistiram a algum peso em particular, ou a vários, mas raros foram os que chegaram ao termo da prova resistindo a todos os pesos. Depois vieram os sábios, os falsificadores, os fabricantes de pedras filosofais e todos que abusaram da ignorância do povo. Todos os reprovados foram expulsos da balança sob pontapés, vaias e zombaria, sendo conduzidos como prisioneiros para a companhia respectiva.
Ao final, foi proposto que os voluntários que espontaneamente se reconheceram indignos também fossem provados, sem risco de vida, apenas por diversão. CRC triunfa sobre todos os pesos, suportando adicionalmente o peso de mais três guardas que se penduraram na balança. Com isso, ele foi liberado e teve ainda o direito de libertar mais um prisioneiro a sua escolha.

#### Jantar
Os aprovados formam uma comissão, tendo a Virgem por presidente, para definir a forma de execução dos réprobos. Depois das deliberações, estes são exaltados em um jantar solene, durante o qual recebem diversos presentes por parte do Noivo.

#### Execução dos Réprobos
Os numerosos reprovados são conduzidos para o jardim onde cada um é tratado de acordo com seu demérito. O espetáculo sangrento é encerrado com a entrada de um Unicórnio que reverencia o Leão.

#### Passeio pelo Castelo
Os legítimos convidados são conduzidos por pajens para diversas partes do castelo, segundo o desejo de cada um. CRC visita primeiramente o sepulcro e a biblioteca, onde encontra sinais de grande conhecimento. No entanto, deve guardar segredo de tudo, pois é posteriormente advertido de que aqueles locais eram interditos à visitação pelo Rei. Por fim, CRC se dirige ao Globo terrestre, onde verifica que sua aprovação já fora prevista pelo velho Atlas, o astrônomo do Rei.

#### Banquete
Ao final deste longo dia, é preparado um banquete em homenagem aos convidados. A Virgem conduz as conversas por meio de intrincados enigmas sobre amor e fidelidade, culminando com o Enigma do Nome, provado pela pergunta de CRC, ao que a Virgem responde:
“Meu Nome contém cinquenta e cinco, e tem, contudo, apenas oito letras. A terceira é a terça parte da quinta, e adicionada à sexta, produzirá um número cuja raiz excederá a terceira mesma apenas pela primeira, e a qual é a metade da quarta. Agora, a quinta e a sétima são iguais. A última e a primeira são também iguais, e fazem com a segunda tanto quanto a sexta, a qual contém apenas quatro mais que a terceira triplicada. Agora, dizei-me, meu senhor, como eu me chamo?” 

#### Procissão das 7 Virgens
Sete Virgens especiais são apresentadas, a sétima (chamada no texto de Rainha e na marginália de Duquesa) merecendo reverência inclusive da Virgem Presidente. Estas Virgens fizeram uma demonstração de elevação de pesos

#### O Terceiro Sonho de CRC
O autor foi conduzido a sua câmara "regiamente decorada com belas tapeçarias e pinturas penduradas" e se admirou do conhecimento de seu pajem. CRC dormiu calmamente mais teve um sonho perturbador pois não tentava sem êxito durante toda a noite abrir certa porta, que, ao final, conseguiu.  

### Dia 4.

#### Fonte Hermética
O quarto dia começa com uma confrontação com a fonte hermética, onde um Leão protege uma antiga tábua com a inscrição:
"PRÍNCIPE HERMES, DEPOIS DE TANTOS DANOS INFLIGIDOS AO GÊNERO HUMANO, PELO DESÍGNIO DE DEUS, COM AUXÍLIO DA ARTE, AQUI FLUO UMA ELABORADA MEDICINA SALUBRE. Beba de mim quem puder; lave-se quem quiser; perturbe quem ousar. BEBEI, IRMÃOS, E VIVEI. 1378."
Os convidados se lavam, bebem da água da fonte, trocam seus hábitos e acedem ao palácio do Rei.

#### Laboratório Arqueado
O acesso à sala real se dá por uma escada caracol de 365 degraus. Os convidados subiram acompanhados de músicos e se maravilharam com o esplendor e a presença das 6 Personalidades Reais.
"Esta sala era quadrada na frente, cinco vezes mais larga do que comprida, mas no Oeste ela tinha uma grande arcada, como um pórtico, onde, em círculo, estavam três gloriosos tronos reais, sendo o do meio um pouco mais alto que os demais. Em cada trono sentavam-se duas pessoas. No primeiro se sentavam um Rei ancião com barba cinza, embora sua consorte fosse extraordinariamente bela e jovem. No terceiro trono se sentava um Rei negro de meia idade, ao lado de uma delicada mãezinha anciã, não coroada, mas coberta com um véu. Ao meio, sentavam-se os dois jovens. Eles tinham como que coroas de louro sobre suas cabeças, mas ainda sobre si pendia uma grande e valiosa coroa. Embora eles não fossem neste momento tão belos quanto eu imaginei antes comigo mesmo, isso deveria ser assim."

#### Altar
No meio da sala erguia-se um altar, contendo elementos rituais descritos com precisão: um livro de veludo negro, apenas um pouco adornado com ouro; uma pequena vela sobre um candelabro de marfim; uma esfera, ou globo celeste; um pequeno relógio; uma pequena fonte tubular de cristal; um crânio, dentro do qual estava uma serpente branca.

#### Banquete
Durante o banquete, as virgens realizaram um jogo que demonstrou a ingenuidade dos convidados.

#### Comédia
Uma representação teatral em 7 atos foi encenada. Nos interlúdios, seres míticos e ornamentos simbólicos foram apresentados.

#### Jantar
Os hóspedes são convidados a jantar com o Rei e a Rainha. Após o jantar, as 6 Personalidades Reais são decapitadas. O carrasco é decapitado em seguida e os sete corpos são recolhidos. A Virgem dispensa os convidados, incumbindo-se de guardar os corpos durante a noite.

#### Visão Noturna
A câmara de CRC era a única cuja janela estava voltada para o lago. Assim, só ele pode ver quando os corpos foram carregados para sete navios e levados para o mar, acompanhados por 7 flamas que acompanhavam os navios.  

### Dia 5.

#### Senhora Vênus
Pela manhã, CRC descobre uma cripta onde repousa, como morta, a Senhora Vênus. Inscrições em caracteres estranhos nas portas revelam seu mistério.
"Aqui jaz enterrada VÊNUS, a bela  senhora, que a tantos GRANDES HOMENS para felicidade, honra, bênção e prosperidade tem trazido."
"Quando o Fruto de minha Árvore estiver completamente derretido, eu vou despertar e uma mãe ser de um Rei."

#### Viagem em 7 Navios
Depois de Cupido o repreender por ter chegado tão perto de sua mãe, CRC se junta aos outros convidados. Estes partem em 7 navios mar adentro, onde encontram ninfas e sereias que lhes presenteiam com uma canção e uma bela pérola. Cada navio carrega como símbolo um dos sólidos platônicos, uma esfera ou uma pirâmide.

#### A Torre do Olimpo
Simbolicamente, a Torre do Olimpo é o local onde deve-se completar a ressurreição das personalidades reais, ou de outra forma, o Rei (Espírito) e a Rainha (Alma) na pessoa de CRC (Corpo). Esta Torre tem sete andares e se encontra em uma ilha  perfeitamente quadrada.
O quinto dia termina no andar inferior da Torre, que se trata de um laboratório, onde CRC e seus companheiros devem lavar plantas e pedras preciosas e extrair sua essência para pequenos frascos. Depois de caída a noite, CRC contempla sozinho o mar e observa uma peculiar conjunção de planetas. Com o deflagrar repentino de uma violenta tempestade, ele retorna para a Torre cheio de espanto.

### Dia 6.

#### Sorte/Destino
Os convidados devem sortear o meio pelo qual subirão para os andares superiores da Torre. Alguns sorteiam para si escadas pesadas que devem carregar continuamente; outros têm asas firmemente amarradas no corpo e podem subir voando; outros ainda recebem cordas leves, mas que machucam as mãos durante a subida.

#### Obtenção das Cinzas
Numerosas e elaboradas operações são realizadas nos andares superiores, envolvendo a decocção dos corpos dos decapitados para obtenção de um liquor, a partir do qual se obtém um ovo. Segue-se a isso o chocamento do ovo e alimentação, escaldamento, tingimento, decapitação e cremação do pássaro para obtenção de cinzas.

#### Segregação do Trabalho Espúrio
No sexto andar os convidados são divididos em dois grupos. O primeiro segue para o sétimo andar para realizar a obra menor, a produção de ouro. Em segredo, CRC e mais três companheiros são levados para o oitavo andar, sob o teto, onde realizam a grande obra, a ressurreição do Rei e da Rainha. No entanto, apenas CRC compreende todo a obra, pois só ele viu o momento em que a alma entrou no corpo. Estes quatro hóspedes privilegiados são instruídos a não revelar aos seus companheiros o trabalho que realizaram, mas a fingir terem sido excluído da gloriosa consecução da alquimia.

#### Conclusão do Verdadeiro Trabalho
Os dois homúnculos criados foram alimentados com o sangue do pássaro até que cresceram e adquiriram a forma original do Rei e da Rainha. Quando despertaram, tiveram a impressão de apenas terem dormido desde o momento da decapitação, mas foram saudados por Cupido e reconduzidos em navios para o Castelo.

#### Ceia
Todos os convidados foram convidados a cear na companhia do Ancião da Torre e a percorrer as câmaras de artes do interior da muralha. Depois disso, todos dormiram ainda na ilha.

### Dia 7.

#### Saudação aos Cavaleiros
CRC e seus companheiros saem das muralhas da Torre, recebem hábitos amarelos e velocinos de ouro e são pela Virgem declarados Cavaleiros da Pedra Dourada (ou da Pedra Áurea). Os 12 navios que os esperam para conduzi-los de volta à cidadela têm cada um como símbolo um dos 12 signos do zodíaco. CRC segue no navio da Libra (Balança).

#### Réu de Delito
Depois de desembarcar, CRC segue o cortejo rumo ao castelo ao lado do Rei em agradável conversação, quando presencia o Rei sendo informado de que alguém descobrira a Senhora Vênus, cometendo grave delito. CRC se vê na iminência de ser acusado e perder todas as honrarias que conquistara, mas permanece calado aguardando momento oportuno. Caso o culpado fosse encontrado, este deveria tomar o lugar do guardião do primeiro Portal e ali servir perpetuamente, até que alguém fosse pego em delito tão grave.

#### Jantar
Enquanto o caso estava sendo averiguado, os convidados foram levados para o jantar, depois do qual se fizeram ler os artigos sobre os quais a Ordem deveria jurar:
I.    Vós, Senhores Cavaleiros, deveis jurar que, a cada momento, vós tributareis a vossa Ordem a nenhum Diabo ou Espírito, mas somente a Deus, vosso Criador, e à sua serva, a Natureza.
II.  Que vós abominareis toda a prostituição, a fornicação e a impudicícia, e não contaminareis a vossa Ordem com tais vícios.
III. Que vós, através de vossos dons, prestareis ajuda a todos os que forem dignos e necessitados deles.
IV. Que vós não desejareis empregar tal honra para orgulho mundano e alto prestígio.
V.   Que vós não desejareis viver mais tempo do que Deus o tem desejado.
Ao assinar seu nome, CRC ainda acrescentou as palavras "Suma sabedoria é nada saber".

#### Confissão
Por um ato de extrema gratidão, CRC opta por libertar o guardião do Portal e assumir a culpa pelo descobrimento de Vênus. Como consequência, ele é privado dos benefícios da Ordem e é mandado dormir em um alojamento comum, na companhia de Atlas e do Ancião da Torre.

#### Final
É de se esperar que CRC, herói dessa jornada simbólica, fosse terminantemente condenado a passar o resto dos seus dias sob o Portal. Contudo, o texto impresso traz uma mensagem final que tranquiliza o leitor quanto ao destino do herói, ao mesmo tempo em que deixa claro que o trecho final do manuscrito foi perdido antes da impressão, de modo que cabe ao leitor a única opção de confiar na versão do editor, que afirma que CRC voltou para casa na manhã seguinte.
"Aqui faltam cerca de dois quartos de folheto, e, enquanto imaginava que devia ser Guardião do Portal pela manhã, ele (seu autor) voltou para casa."